# BAE Systems Taranis

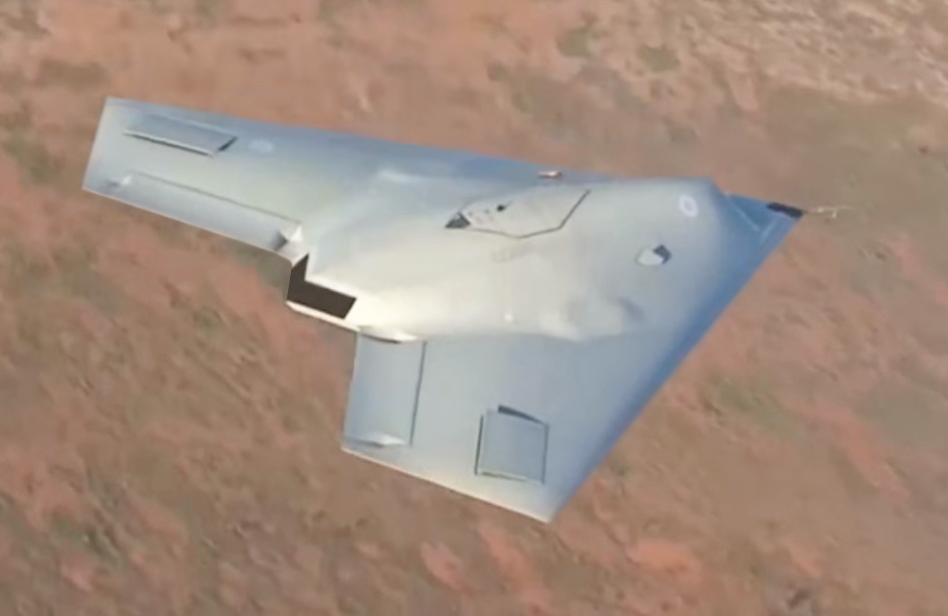
Impresión artística del BAE Taranis.

BAE Systems Taranis es un programa de demostración británico de tecnología de vehículos aéreos de combate no tripulados (UCAV), desarrollado principalmente por el contratista de defensa BAE Systems Military Air & Information. El avión, que lleva el nombre del dios celta del trueno Taranis, voló por primera vez en 2013. El Taranis, un avión de combate no tripulado, está diseñado para volar misiones intercontinentales y llevaría una variedad de armas, lo que le permitiría atacar objetivos tanto aéreos como terrestres. Utiliza tecnología furtiva, lo que le otorga un perfil de radar bajo, y es controlable mediante enlace satelital desde cualquier lugar de la Tierra.